# مولوي

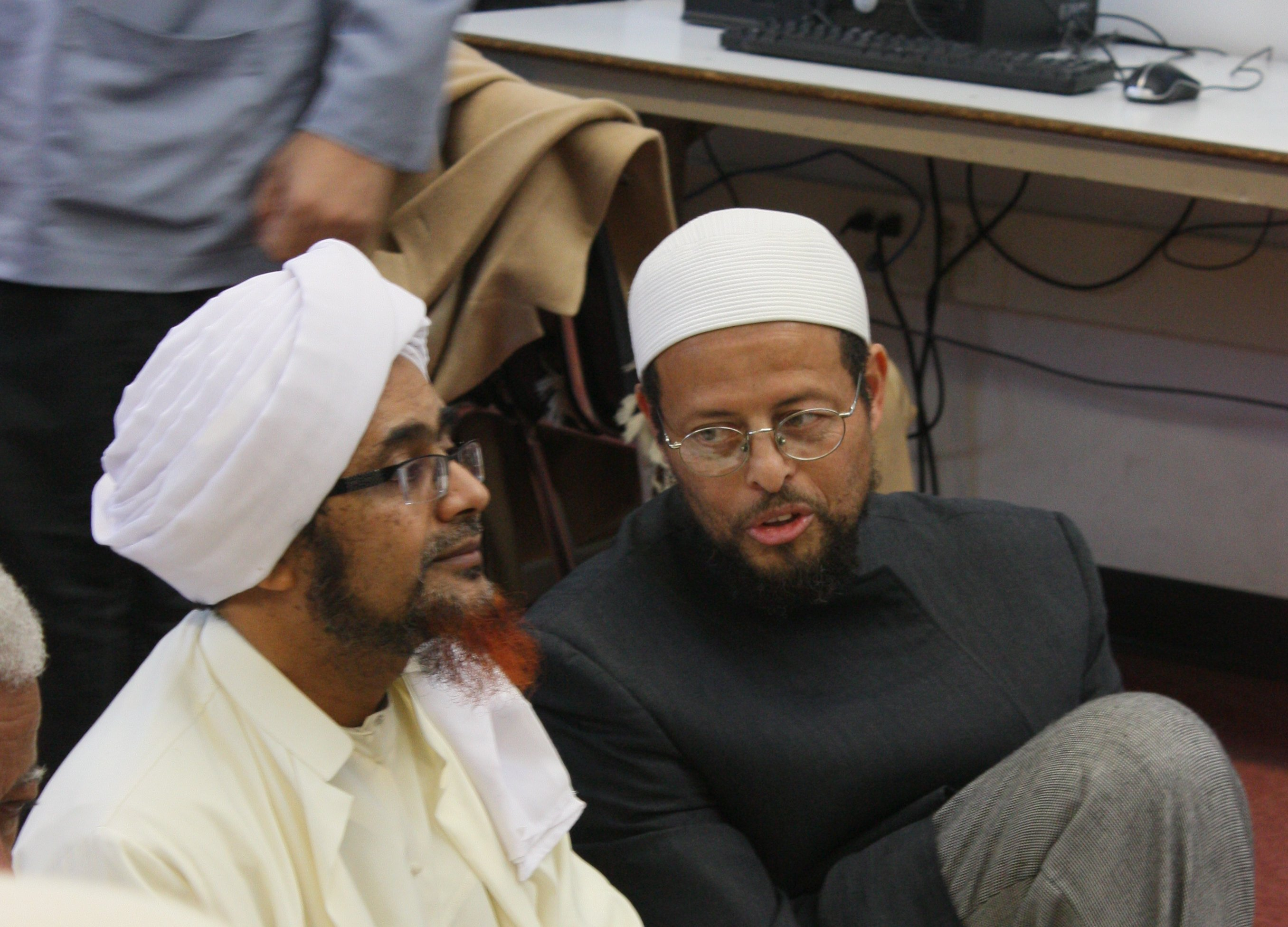
حبيب عمر مع الإمام زيد شاكر في أوكلاند، كاليفورنيا خلال جولة في الولايات المتحدة في عام 2011

مولوي هو لقب ديني يُستخدم في المشرق الإسلامي، ويرمز لرتبة من رتب علماء الدين على غرار ألقاب مثل مولانا، وملا أو شيخ. المولوي يعني المؤهل تأهيلا عاليا للفقه، عادة يكون حامل هذا اللقب من حاملي الشهادات العليا من إحدى المدارس الإسلامية. يُستخدم هذا اللقب عادة في إيران ومناطق آسيا الوسطى وجنوب آسيا وجنوب شرق آسيا وشرق أفريقيا. كلمة مولوي مشتقة من كلمة مولى في اللغة العربية والتي لها عدة معان، وهي أيضًا إحدى أسماء الله الحسنى إذا جاءت بالتعريف (المولى).
اللقب يختلف عن الطريقة المولوية التي أسسها جلال الدين الرومي وانشرت في أنحاء الأناضول خلال القرن 15، وامتدت إلى إسطنبول في القرن ال17.